# Checkers (film 1913)
Checkers è un film muto del 1913 diretto da Augustus E. Thomas.
Il romanzo Checkers: A Hard-Luck Story, da cui l'autore Henry Martyn Blossom trasse poi il lavoro teatrale Checkers, venne in seguito adattato una seconda volta per lo schermo da un altro Checkers, un film del 1919 diretto da Richard Stanton.

## Trama
Edward Campbell, soprannominato Checkers, dopo la morte della madre si trova coinvolto in un giro di cattive compagnie e finisce per perdere tutti i suoi beni in una casa da gioco. Erroneamente sospettato di aver ucciso un uomo, Checkers fugge insieme a "Push" Miller. A Hot Springs, fa amicizia con Arthur Kendall che lo assume come impiegato nel negozio del padre. Pet, la fidanzata di Arthur, stanca dei suoi comportamenti folli da ubriaco, lo lascia e Checkers se ne innamora. Ma Barlow, il padre di Pet, è ostile al giovane che allora si prefigge di far fortuna per rendersi degno della ragazza. Non riuscendo però a trovare lavoro, si gioca i suoi ultimi soldi all'ippodromo. Rimorso, il cavallo su cui ha puntato, lo fa vincere cinquemila dollari. Con questo denaro, Checkers salva la banca di Barlow, conquistandosi il rispetto del padre di Pet che, finalmente, dà la sua benedizione alle nozze della figlia con Checkers.

## Produzione
Il film fu prodotto dall'All Star Feature Film Corp.

## Distribuzione
Il film uscì nelle sale cinematografiche USA nel novembre 1913.
Non si conoscono copie ancora esistenti della pellicola che viene considerata presumibilmente perduta.